# Loasa pallida
Loasa pallida là một loài thực vật có hoa trong họ Loasaceae. Loài này được Gillies ex Arn. mô tả khoa học đầu tiên.